# Mastacembelus tinwini
Mastacembelus tinwini är en fiskart som beskrevs av Ralf Britz 2007. Mastacembelus tinwini ingår i släktet Mastacembelus och familjen Mastacembelidae. IUCN kategoriserar arten globalt som livskraftig. Inga underarter finns listade i Catalogue of Life.